# Turiúba
Turiúba là một đô thị ở bang São Paulo của Brasil. 
Đô thị này nằm ở vĩ độ 20º56'00" độ vĩ nam và kinh độ 50º06'27" độ vĩ tây, trên khu vực có độ cao 439 m trên mực nước biển. Dân số năm 2004 ước tính là 1.797 người, diện tích là 153,085 km2.. 
Xa lộ SP-461 chạy qua đô thị này.